# 中村順平
中村 順平（なかむら じゅんぺい、1887年8月29日 - 1977年5月24日）は日本の建築家。建築教育者。

## 来歴
大阪府大阪市生まれ。三男二女の末子。旧制天王寺中学（現・大阪府立天王寺高等学校）に進学。同校を経て、1910年に名古屋高等工業学校（現・名古屋工業大学）を卒業。曾禰達蔵・中條精一郎の曾禰中條建築事務所に入所する。1910年12月から大阪高槻工兵第四大隊第一中隊入営。1914年には東京大正博覧会第一会場の設計を委ねられ、また1919年には一ツ橋如水会館の設計を担当。1920年に、岩崎財団の助成をうけ、フランスに渡る。1921年、エコール・デ・ボザールに、33歳にして留学。クロモール&エクスペールのアトリエに所属。ボザールでは、第一次世界大戦直後に学生の年齢上限を35歳まで引き上げたため、受験可能となっている。下級課程を1年で修了、翌年上級課程に進級する一方、イタリアにも足を運ぶ。
入学後最初の学内設計競技12時間のエスキースで「南国の別荘」が第2席に入選。師であるエクスペールからも注目される。そのほかの学内建築設計競技に積極的に参加し、高い評価を得ている。これらのドローイングは、卒業制作である日本学生会館とともに日本画的な描法で描かれている。（卒業制作は、ローマ賞と別で必修科目）この卒業制作は、1923年に関東大震災が発生し、師である中條精一郎から早期帰国を促され、早々と手がけたもの。そして1924年春のサロンで展示され、市民からの高い評価を受けるとともに、ボザール教育に批判的だったル・コルビュジエにも評価される。天王寺中学に於て、また名古屋高等工業学校に於て、そしてエコール・ド・ボザールに於て常に最高の優等生であった。わずか半年のフランス就学の時期、ボザールの人194人中外人として異例の設計実技第一席、学科第二席を獲得して審査教授団を唖然たらしめた。更にその中、連続して各コンクールに1等賞、最高賞を獲得し、記録破りわずか1年半で終了、翌年早速D.p.L.Gの資格を附与せられるに至った。
帰国後『東京の都市計画をいかにすべき乎』を自費出版で刊行し、大東京市復興計画案を発表。国民美術協会主催の帝都復巽展に出品。これは中村が1924年に製作した関東大震災からの理想的復興を示したもので復興が中途半端に実施されている状況を憂い、ドイツ製の高性能カメラで撮影された帝都の空中写真をもとにバロック式の帝都道路交通網が設計されている。「開拓地を視るがごとく」なった東京を前に、パリ帰りの中村は放射パターンの復興計画を掲げた。そして「東京の都市計画を如何にすべき乎」の中身は、地主が復興に反対しているのならその土地だけ残して道路を敷いておく、もちろん東京にはそんな地主はいないだろうという、一種皮肉をこめた内容となっていた。
その後日本の海運が七洋の海で欧米のそれと覇を競うようになると、豪華船の室内装飾は各民族文化の発揚が求められる様になり、ネオ日本様式の創造に意欲を燃やす中村にとって格好の活動の場となった。当時の第一線の建築家は多くこの仕事に参画しており、中村はその中で常に花形で役者的存在であったらしい。村野藤吾も大変な煽りを受けたという。
1924年に、鈴木煙州校長率いる横浜高等工業学校（現・横浜国立大学工学部）に開設設置された建築学科の主任教授として、教育に専念する。中村はここで、日本初のそして唯一のボザール流の建築教育を実践、緻密ドローイングに12時間エスキースなどの課題を課し、また妥協しない指導を展開した。このとき中村は、デザイン教育に関しては学年制を排除した。戦後横浜国立大学移行後も、1950年まで非常勤として教壇に立ち続けた。また中村が担当したという、当時の建築学会から全国の（旧制）中学校へ配布した「建築学科（本科）に入学を志望する青年諸君への注意」の序文はつとに有名。
学外では私財を投じて、1925年に東京日本橋に中村塾という名の建築の私塾を設立し、多くの建築家を育成した。
晩年の中村は、その師ジョルジュ・グロモールの著述を寄る辺として瞑想する日が多く、1975年に日本芸術院会員に推された時もその表情はむしろ無関心にちかいものであったという。思索や考察を克明にメモする習慣は、死の直前まで変わることなく、遺品のノートには建築の真・善・美が図解して示されていたという。
1977年5月24日、急性腎不全のため横浜市立大学附属病院で死去。

## 受賞
- 日本芸術院賞 1959年[10]。1975年に芸術院会員。
- 横浜文化賞 1965年
- フランス・オフィシェ・ド・アカデミー勲章。

## 代表作
- 曽禰中條建築事務所時代は、大正博覧会会場、如水会館などを担当
- りおでじゃねろ丸、橿原丸（後の隼鷹）、日本郵船八幡丸（後の雲鷹）・春日丸（後の大鷹）・新田丸（後の冲鷹）[11][12][13]、大阪商船あるぜんちな丸一世[14]などの豪華客船内装照明設計を多数[15][16][17]。
- 岩崎邸内装
- 横浜国立大学名教自然碑
- 東京駅RTO待合室壁面彫刻 - 2012年の東京駅丸の内駅舎復原工事完成に伴い、同年9月24日から京葉線八重洲改札付近に移設されて一般公開されている[18]
- 横浜銀行大壁面彫刻（室内装飾・現・馬車道駅レリーフ）1946年 - 1964年[19]
- 山口銀行本店壁面彫刻
- 厳正寺 本堂・鐘楼（基本設計：中村順平、実施設計：吉原正）
- 祈り塔
- 京都・祇園会館壁画
- 金光教難波教会所[2]

## 著書
- 東京の都市計画を如何にすべき乎 (洪洋社, 1924）
- 建築という芸術 (彰国社, 1961)
- 建築学. 第2冊 (技術篇 第3巻(建築詳説)) (中村塾出版会, 1950)
- 建築学. 総説篇 (予備的研究,一般原則) (土木雑誌社, 1944)
- 世界建築全集. 第8 (西洋 第3(ルネサンス,バロック,ロココ,19世紀前半)) 共著、平凡社, 1962

## 関連人物
- 鈴木禎次
- 曾禰達蔵
- 中條精一郎
- 村野藤吾
- 坂倉準三
- 網戸武夫
- 吉原慎一郎
- 圓堂政嘉
- 本郷新
- 建畠覚造
- 白井謙次郎
- 松本陽一
- 吉原正
- 川本喜八郎
- 近藤経一
- 和辻春樹